# 128054 Ераніавне
128054 Ераніавне (128054 Eranyavneh) — астероїд головного поясу, відкритий 28 червня 2003 року.
Тіссеранів параметр щодо Юпітера — 3,217.